# Daniela Meuli
Daniela Meuli (Davos, 6 novembre 1981) è un'ex snowboarder svizzera, oro olimpico a Torino 2006 nello slalom gigante parallelo e campionessa mondiale a Whistler Mountain 2005 in slalom parallelo.

## Palmarès

### Olimpiadi
- 1 medaglia:
  - 1 oro (slalom gigante parallelo a Torino 2006)

### Mondiali
- 1 medaglia:
  - 1 oro (slalom parallelo a Whistler Mountain 2005)

### Mondiali juniores
- 1 medaglia:
  - 1 oro (slalom parallelo a Nassfeld-Hermagor 2001)

### Coppa del Mondo di snowboard
- Vincitrice della Coppa del Mondo generale di snowboard nel 2006
- Vincitrice della Coppa del Mondo di parallelo nel 2004, nel 2005 e nel 2006
- 39 podi:
  - 22 vittorie
  - 9 secondi posti
  - 8 terzi posti

#### Coppa del Mondo - vittorie
| Data             | Luogo           | Paese         | Disciplina |
| ---------------- | --------------- | ------------- | ---------- |
| 8 gennaio 2002   | Arosa           | Svizzera      | PGS        |
| 23 ottobre 2003  | Landgraaf       | Paesi Bassi   | PSL        |
| 4 dicembre 2003  | Tandådalen      | Svezia        | PGS        |
| 10 gennaio 2004  | Alpe d'Huez     | Francia       | PGS        |
| 3 febbraio 2004  | Maribor         | Slovenia      | PGS        |
| 8 febbraio 2004  | Berchtesgaden   | Germania      | PGS        |
| 20 febbraio 2004 | Sapporo         | Giappone      | PGS        |
| 5 marzo 2004     | Mount Bachelor  | Canada        | PGS        |
| 14 marzo 2004    | Bardonecchia    | Italia        | PGS        |
| 24 ottobre 2004  | Landgraaf       | Paesi Bassi   | PSL        |
| 7 gennaio 2005   | San Pietroburgo | Russia        | PSL        |
| 1º febbraio 2005 | Maribor         | Slovenia      | PGS        |
| 6 febbraio 2005  | Winterberg      | Germania      | PGS        |
| 18 febbraio 2005 | Sapporo         | Giappone      | PGS        |
| 19 febbraio 2005 | Sapporo         | Giappone      | PSL        |
| 25 febbraio 2005 | Sungwoo         | Corea del Sud | PSL        |
| 3 marzo 2005     | Lake Placid     | Stati Uniti   | PGS        |
| 18 dicembre 2005 | Le Relais       | Canada        | PGS        |
| 8 gennaio 2006   | Kreischberg     | Austria       | PGS        |
| 15 gennaio 2006  | Plan de Corones | Italia        | PGS        |
| 1º marzo 2006    | Šukolovo        | Russia        | PSL        |
| 19 marzo 2006    | Furano          | Giappone      | PGS        |

Legenda:

PGS = Slalom gigante parallelo

PSL = Slalom parallelo